# Вальденбург, Луи
Луи Вальденбург (нем. Louis Waldenburg; 1837—1880) — немецкий медик, редактор, издатель и педагог; директор клиники Шарите.

## Биография
Луи Вальденбург родился 31 июля 1837 года в городе Велень. Окончил Берлинский университет имени Гумбольдта; в 1860 году получил степень доктора медицины.
В 1865 году Вальденбург был назначен приват-доцентом в Берлинском университете по кафедре «горловых болезней», в 1871 году экстраординарным профессором, a вскоре директором клиники Charité. 
Луи Вальденбург был известен как прекрасный педагог и опытный специалист по грудным и горловым болезням, значительно усовершенствовавший способы исследования гортани и лечения сгущенным и разреженным воздухом (пневмотерапия). Ему принадлежит также изобретение так называемого вальденбурговского аппарата. 
Наиболее известными среди научных трудов Вальденбурга являются «Die Inhalation der zerstäubten Flüssigkeiten etc.» и «Die pneumatische Behandlung der Respirations- und Circulationskrankheiten». Он также опубликовал несколько важных работ ο значении пульса. Наибольшей популярностью среди врачей-практиков второй половины XIX века пользовалось изданное им в сотрудничестве с аптекарем Симоном пособие «Handbuch der allg. und speciel. Arzneiverordnungslehre», выдержавшее много изданий и переведенное на несколько языков, включая русский. 
Вместе с Генрихом Розенталем издавал с 1864 по 1868 год «Algemeine Medicinische Centralzeitung», a с 1868 по 1880 год «Berliner Klinische Wochenschrift». 
Луи Вальденбург умер 14 апреля 1881 года в городе Берлине.